# Le Soliat
Le Soliat est un sommet du massif du Jura culminant à 1 464 m d'altitude à la frontière entre le canton de Neuchâtel et le canton de Vaud, en Suisse. Le sommet principal se trouve du côté neuchâtelois alors qu'un sommet secondaire mesurant deux mètres de moins se trouve du côté vaudois. Le Soliat se trouve au bord du cirque naturel du Creux-du-Van et dans la réserve naturelle du même nom.